# Соборная мечеть ан-Нури
Собо́рная мече́ть ан-Нури (араб. جامع النوري‎) — одна из исторических мечетей Ирака.

## Местонахождение
Находилась в Мосуле, на правом (западном) берегу Тигра.

## История
Была построена в XII веке. Была в Мосуле второй мечетью (построена после мечети Омейядов). Несколько раз перестраивалась (последний раз — в 1944 году).
В этой мечети в 2014 году лидер Исламского государства Абу Бакр аль-Багдади провозгласил «всемирный халифат».
21 июня 2017 была разрушена в ходе битвы за Мосул. Уничтожены как сама мечеть, так и её минарет. Коалиция обвинила в этом Исламское государство, однако само Исламское государство через агентство Amaq заявило, что мечеть разрушена в результате американского авиаудара.

## Особенности архитектуры
Была известна своим «горбатым» минаретом, выпуклым к востоку, который являлся единственной частью, оставшейся от первоначального сооружения.